# پل شریدر
پل جوزف شرِیدر (به انگلیسی: Paul Joseph Schrader) (زاده ۲۲ ژوئیه ۱۹۴۶) فیلم‌نامه‌نویس، کارگردان و منتقد آمریکایی است.
شریدر در خانواده‌ای مذهبی و سخت گیر در میشیگان آمریکا به دنیا آمد و تا سن ۱۷ سالگی که به صورت پنهانی از خانه درمی‌رفت فیلمی ندید. وی کار سینما را با نوشتن نقد آغاز کرد.
شریدر نویسنده تعدادی از  فیلمنامه‌های فیلم‌های مارتین اسکورسیزی از جمله راننده تاکسی و آخرین وسوسه مسیح است.
در طی برگزاری سی و هفتمین جشنواره جهانی فیلم فجر، پل شریدر به ایران آمد و همچنین در دانشکده سینماتئاتر دانشگاه هنر کارگاه فیلمنامه نویسی برگزار کرد.

## بخشی از فیلم‌شناسی
| سال  | نام فیلم                  | کارگردان | فیلم‌نامه‌نویس | توضیحات                                                                          |
| ---- | ------------------------- | -------- | ------------ | -------------------------------------------------------------------------------- |
| ۱۹۷۶ | راننده تاکسی              |          | آری          | کارگردانی توسط مارتین اسکورسیزی                                                  |
| ۱۹۸۰ | گاو خشمگین                |          | آری          | کارگردانی توسط مارتین اسکورسیزینویسندگی به همراه Mardik Martin                   |
| ۱۹۸۸ | پتی هرست                  | آری      |              | نویسندگی توسط Nicholas Kazan                                                     |
| ۱۹۸۸ | آخرین وسوسه مسیح          |          | آری          | کارگردانی توسط مارتین اسکورسیزی                                                  |
| ۱۹۹۶ | تالار شهر                 |          | آری          | کارگردانی توسط هارولد بکرنویسندگی به همراه نیکولاس پیلگی، بو گولدمن و Ken Lipper |
| ۱۹۹۷ | رنج                       | آری      | آری          |                                                                                  |
| ۱۹۹۹ | احیای مردگان              |          | آری          | کارگردانی توسط مارتین اسکورسیزی                                                  |
| ۲۰۰۵ | قلمرو: پیش‌درآمدی بر جن‌گیر | آری      |              | نویسندگی توسط William Wisher و کلیب کار                                          |
| ۲۰۱۳ | دره‌های عمیق               | آری      |              | نویسندگی توسط برت ایستون الیس                                                    |
| ۲۰۱۴ | مرگ روشنایی               | آری      | آری          |                                                                                  |
| ۲۰۱۴ | قانون جنگل                | آری      | آری          |                                                                                  |